# Слухаючи Бетховена
«Слухаючи Бетховена» (рос. «Слушая Бетховена») — російський анімаційний короткометражний драматичний фільм, знятий Гаррі Бардіном. Світова прем'єра стрічки відбулась 19 травня 2016 року на Каннському кінофестивалі. Фільм розповідає про рослини, які намагаються пробитися крізь кам'яні плити похмурого сірого міста.

## Сюжет
Рослини — квіти і трава — намагаються пробитися крізь кам'яні плити похмурого сірого мегаполісу. Раз за разом їм заважають мешканці безлюдного міста — машини, призначені тільки для різноманітних форм знищення рослинності. Однак у кінцевому підсумку свобода перемагає — зелень виявляється сильніше заліза, тому що вона жива.

## Виробництво
Робота над фільмом тривала півтора року. Режисер Гаррі Бардін зібрав кошти на проект, понад 6 мільйонів російських рублів, через краудфандінгову платформу «Планета». Музику, Allegretto із Симфонії № 7 Бетховена і оду «До радості» з Симфонії № 9, безкоштовно записав оркестр Володимира Співакова. За словами режисера, саме ці твори надихнули його на створення стрічки.

## Визнання
| Нагороди та номінації фільму «Слухаючи Бетховена» | Нагороди та номінації фільму «Слухаючи Бетховена» | Нагороди та номінації фільму «Слухаючи Бетховена» | Нагороди та номінації фільму «Слухаючи Бетховена» | Нагороди та номінації фільму «Слухаючи Бетховена» | Нагороди та номінації фільму «Слухаючи Бетховена» |
| Рік                                               | Кінопремія / Кінофестиваль                        | Категорія / Нагорода                              | Номінант                                          | Результат                                         |                                                   |
| ------------------------------------------------- | ------------------------------------------------- | ------------------------------------------------- | ------------------------------------------------- | ------------------------------------------------- | ------------------------------------------------- |
| 2016                                              | Каннський кінофестиваль                           | Приз Illy за найкращий короткометражний фільм     | «Слухаючи Бетховена»                              | Номінація                                         |                                                   |